# Fritz Hilpert
Fritz Hilpert (ur. 31 maja 1956 w Ambergu) – członek zespołu Kraftwerk grającego muzykę elektroniczną, inżynier dźwięku w Kling Klang Studio.

## Życiorys
Ukończył Max-Reger-Gymnasium w rodzinnym mieście, gdzie ćwiczył grę na trąbce i perkusji. Ukończył również kursy inżynierii dźwięku.
Z Kraftwerk zagrał po raz pierwszy na koncercie we Włoszech w 1990. Współkompozytor utworów na płytach: Tour de France Soundtracks i EXPO 2000.